# 路肩

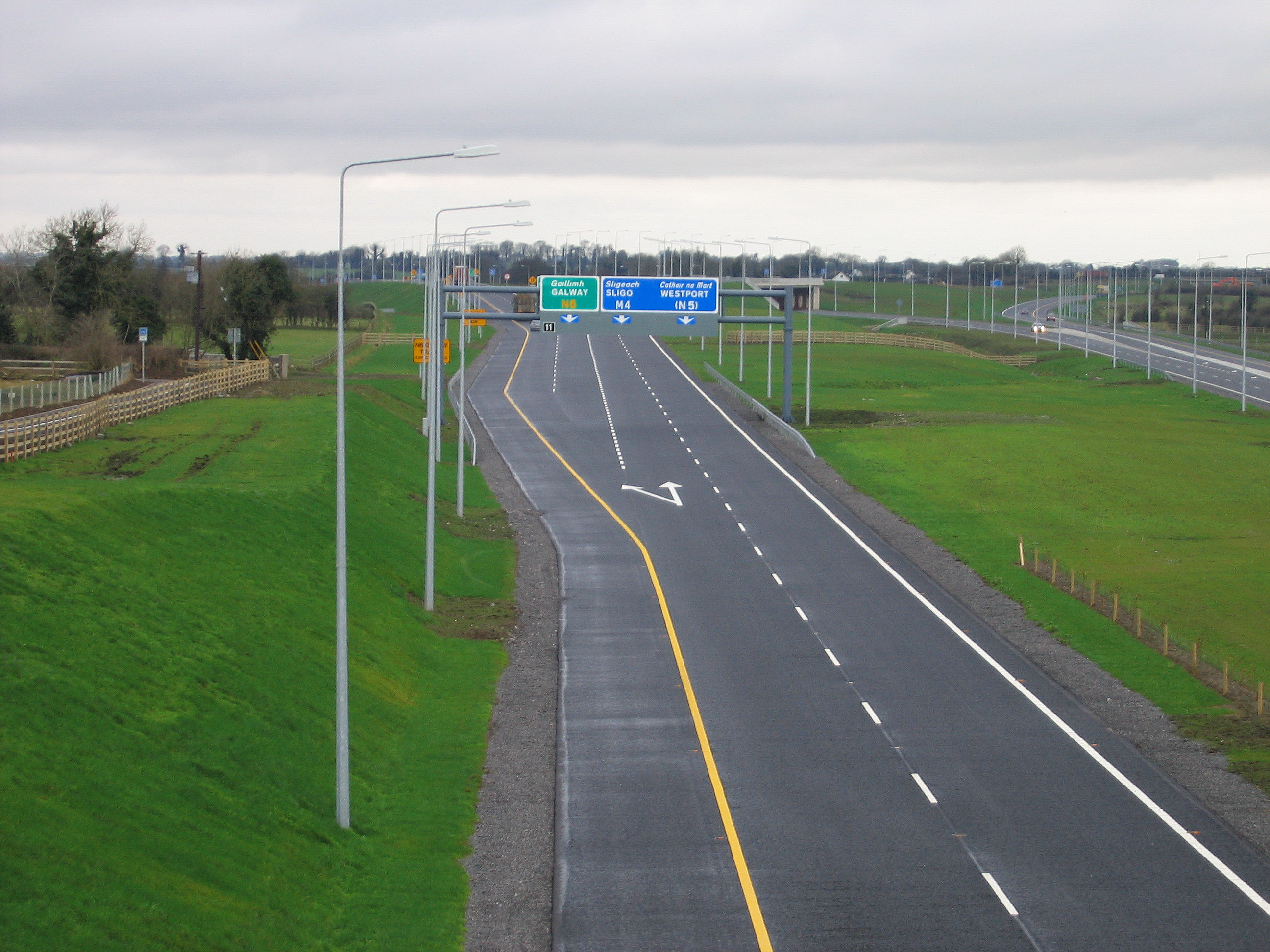
愛爾蘭M4公路，黃線左邊即為路肩

路肩是一種道路設施，通常見於高速公路上，設在道路旁邊，供車輛發生故障或其他緊急事故需要停下時使用。在不少國家和地區，路肩亦充當緊急車輛（如救護車、警車）避開交通擠塞的通道。

路肩通常是指硬路肩，即是與常規道路一樣鋪上了柏油。另有一些道路因各種限制無法在路肩鋪上柏油，稱為軟路肩。
路肩在中国大陆地区称为应急车道，加宽的部分被称为紧急停车带。